# سيرجي إيفانوفيتش شوكين
سيرجي إيفانوفيتش شوكين (بالروسية: Серге́й Ива́нович Щу́кин؛ 1854 - 1936) هو تاجر روسي، وجامع لوحات. هرب من موسكو بقطار في آب سنة 1917، ثم أمّم البلاشفة قصره ومجموعة لوحاته في يوم 7 نوفمبر.

## وصلات خارجية
- Sergueï Chtchoukine